# Adiós, Alicia
Adiós, Alicia es una película dramática de 1977 dirigida por Liko Pérez y Santiago San Miguel. Es una coproducción hispano-venezolana que narra la historia de una niña que busca refugio en el mundo del cine y la literatura para escapar de su realidad.

## Sinopsis
Alicia es una niña de diez años que, tras la muerte de su madre, vive con su padre y la criada Emilia en Mérida, ciudad de los Andes venezolanos. Su padre administra un cine, lo que permite a Alicia sumergirse en las películas que allí se proyectan. Carente de afecto por parte de su familia y amigos, Alicia se refugia en las fotonovelas y en las películas, creando un mundo de fantasía en el que ella es la protagonista. A medida que crece, su mundo imaginario y la realidad comienzan a entrelazarse, llevando a conflictos internos.

## Reparto
- Isabel Mestres como Alicia.
- Carlos Márquez como el padre de Alicia.
- Cecilia Villarreal como Emilia, la criada.
- Nélida Quiroga
- Xiomara Pérez
- José Mantilla
- Erich Juhasz
- Juan Parejo
- Chela Montoya
- Santiago San Miguel
- Maribal González
- Fabiola Siliaggy
- Soraya Mantilla
- Carmenza Torres

## Producción
La película es una coproducción entre España y Venezuela, realizada por las productoras El Imán, Kurare y Nostromo Cine Films 71. La música estuvo a cargo de Vytas Brenner, destacado músico venezolano, y la dirección de fotografía fue realizada por José Luis Alcaine. El montaje fue responsabilidad de José Salcedo Palomeque.
El cartel cinematográfico estuvo a cargo del mítico diseñador y cineasta español Iván Zulueta.

## Participación en festivales
Adiós, Alicia fue presentada en la sección "Nuevos Realizadores" del Festival Internacional de Cine de San Sebastián en 1977.